# Centro San Ignacio
El Centro San Ignacio és un complex arquitectònic veneçolà d'ús mixt, per a comerços i oficines, inaugurat el setembre del 1998 i guanyador del reconeixement a l'arquitectura contemporània llatinoamericana en els premis Mies van der Rohe d'aquell mateix any. Està situat a La Castellana, municipi Chacao de Caracas, Veneçuela. seva construcció es va dur a terme sobre els camps esportius adjacents al col·legi jesuïta del mateix nom, entre començaments de 1993 i finals de 1998. A partir de l'any 2002 va començar a ser administrat pel Fondo de Valores Inmobiliarios.

## Arquitectura

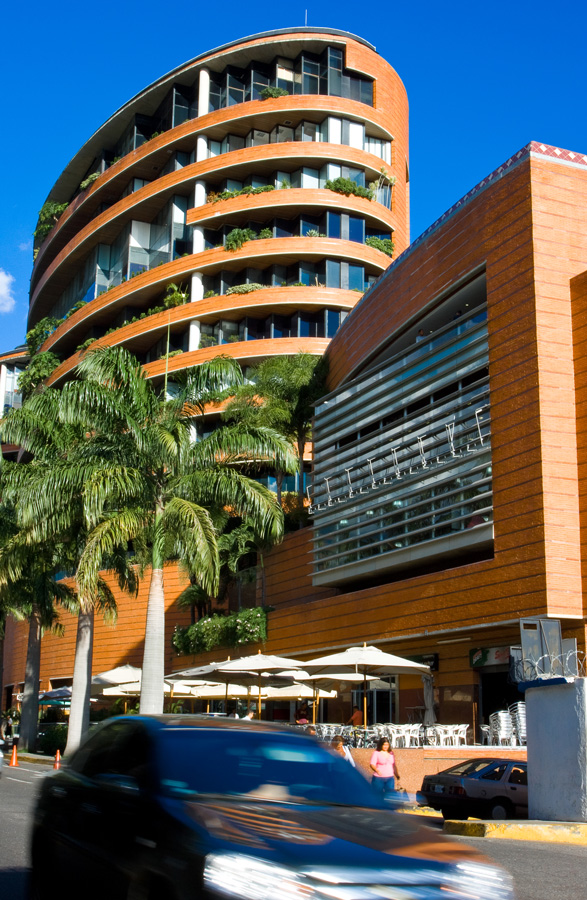
Vista diürna de la part nord del complex.

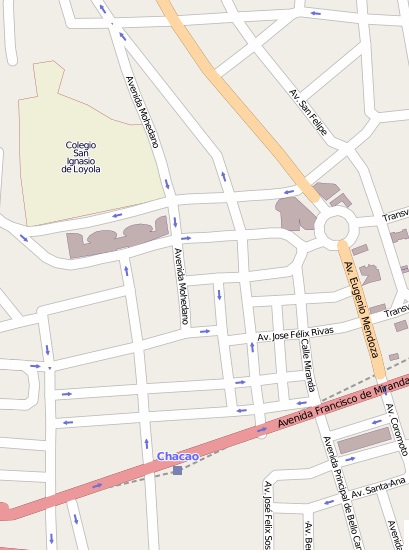
Localització del complex enfront del col·legi Sant Ignasi.

El disseny del complex mixt Centre Sant Ignasi és obra dels arquitectes guanyadors del Premi Nacional d'Arquitectura de Veneçuela Carlos Gómez de Llarena i Moisès Benacerraf. Pel seu disseny el Centre Sant Ignasi va obtenir el reconeixement especial com arquitectura contemporània llatinoamericana en els premis Mies van der Rohe de 1998 convertint-se en una de les peces urbanístiques moderna amb major influència en el perfil arquitectònic de la ciutat i entre les de major valor a Veneçuela i de la ciutat de Caracas.
La forma exterior es va dissenyar amb un concepte de disseny obert amb l'objectiu d'integrar-la de manera homogènia a la trama residencial dels seus voltants. La infraestructura del centre compta amb una plaça central, anomenada Àvila, de cel obert, que sol servir d'escenari d'esdeveniments, promocions, presentacions, concerts i activitats generals que es desenvolupen amb vista al parc nacional L'Àvila. Al voltant de la plaça central s'ubiquen corredors amb quioscos, terrasses i zones per a exposicions i activitats. En ambdós extrems del conjunt se situen dues torrres comercials per a ús com a oficines i davant dues torres es troben cinc nivells estructurals per a locals comercials a més de quatre nivells subterranis d'estacionament.
L'estructura de Centre Sant Ignasi és oberta al sud per donar pas al carrer provinent del nucli urbà de Chacao, permetent l'entrada a l'edifici des d'aquesta zona. Aquesta porta d'entrada està emmarcada per dues torres, la Copèrnic (oest) i la Kepler (est), on s'ubiquen les oficines. La solució arquitectònica de serveis va ser construir un nou carrer que envolta el complex en la seva cara nord. El disseny intern inclou pèrgoles, ponts, terrasses i vegetació (5.000 m² d'àrea verda). El conjunt està revestit en maó vermellós amb escletxes cobertes d'aplicacions de granit i metall. El vidre fumat també predomina en l'estructura, principalment en les dues torres d'oficines.

## Àrees comercials i d'oficines

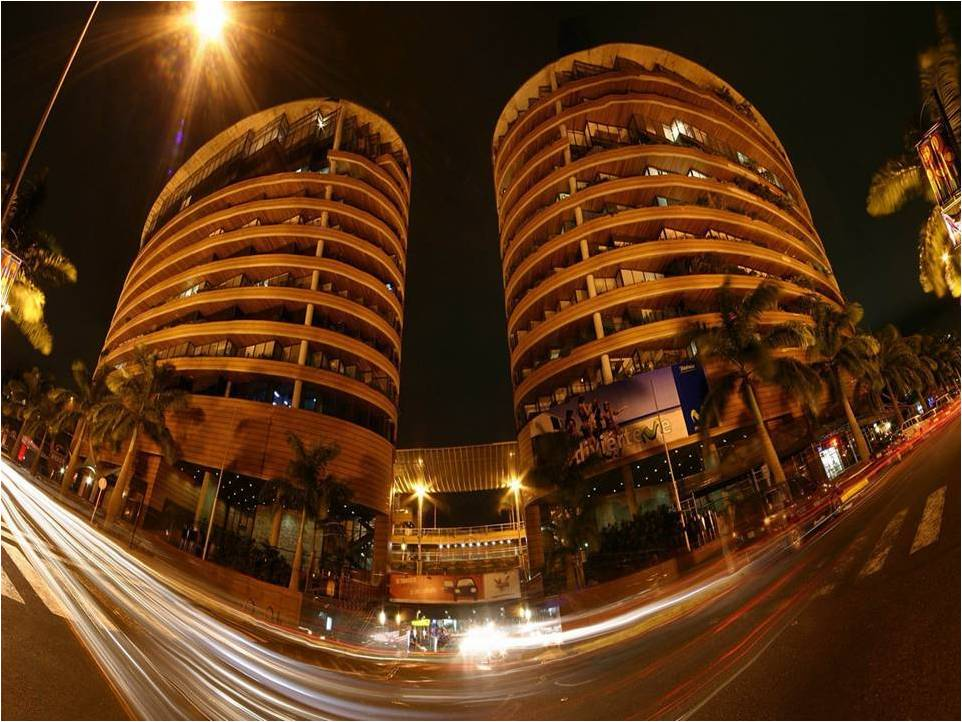
Vista nocturna de 180 º de l'entrada al centre comercial.

El Centre Sant Ignasi està conformat per cinc nivells comercials denominats Blandín, Chaguaramos, Jardí, Terrassa i Viver. Els nivells Chaguaramos i Blandín estan conformats per terrasses obertes, on s'ubiquen els locals relacionats a serveis de menjar ràpid, esdeveniments esportius, musicals i recreacionals, mentre que en els nivells Jardí i Terrasses es troben els locals relacionats a vendes de productes tèxtils, electrònica i de consum general. En el nivell Viver s'ubiquen els restaurants de variats estils i s'hi troba a més un complex de cinemes de la cadena Cinex, que ofereix dues sales 3D, una sala VIP i quatre sales convencionals.

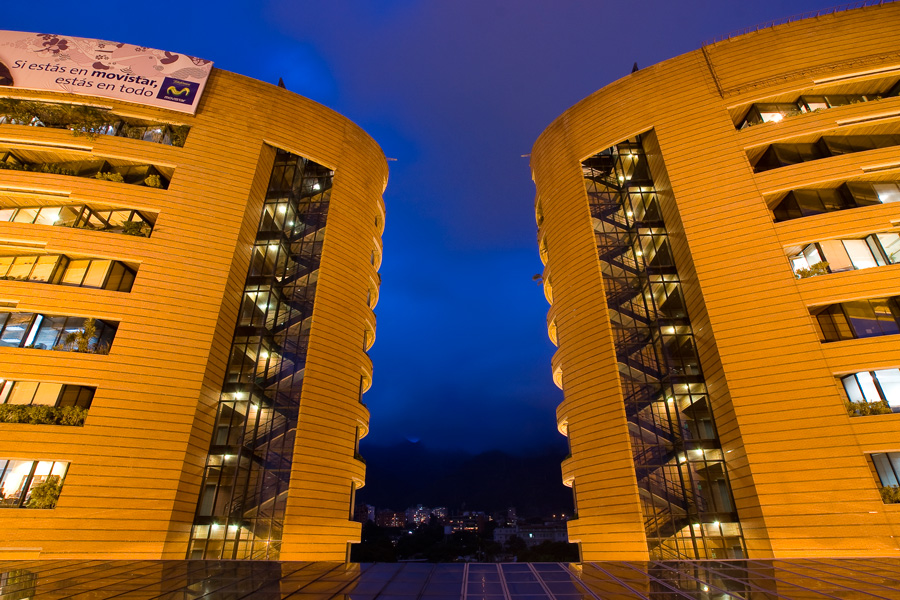
Vista de les torres on es troben les oficines.

Els sectors Las Vegas, Hollywood i Broadway, ubicats en el nivell Jardí, estan conformats per una combinació de locals comercials artesanals i de dissenyadors nacionals. Entre tots els nivells comercials hi ha un total de 24.800 m² de superfície distribuïts entre més de 300 locals comercials. El Centre Sant Ignasi compta també amb una variada oferta gastronòmica amb accés directe des de l'exterior de l'estructura. El centre va ser dissenyat com una infraestructura d'energia ecològica, ja que gràcies al disseny obert no requereix els sistemes d'aire condicionat i lluminària necessària en els complexos tancats. En l'àrea empresarial, el centre disposa de 23.596 m² d'oficines en les torres Copèrnic i Kepler, ocupades en la seva majoria per corporacions, amb un personal aproximat a l'àrea de 3.000 persones entre tècnics i executius. El disseny del complex compta amb adaptacions per facilitar la mobilització de persones amb discapacitat, incloses les torres d'oficines i els quatre nivells de soterranis de l'estacionament, gràcies a l'ús de rampes, escales mecàniques i personal d'ajuda autoritzat.

## Visitants, serveis i seguretat

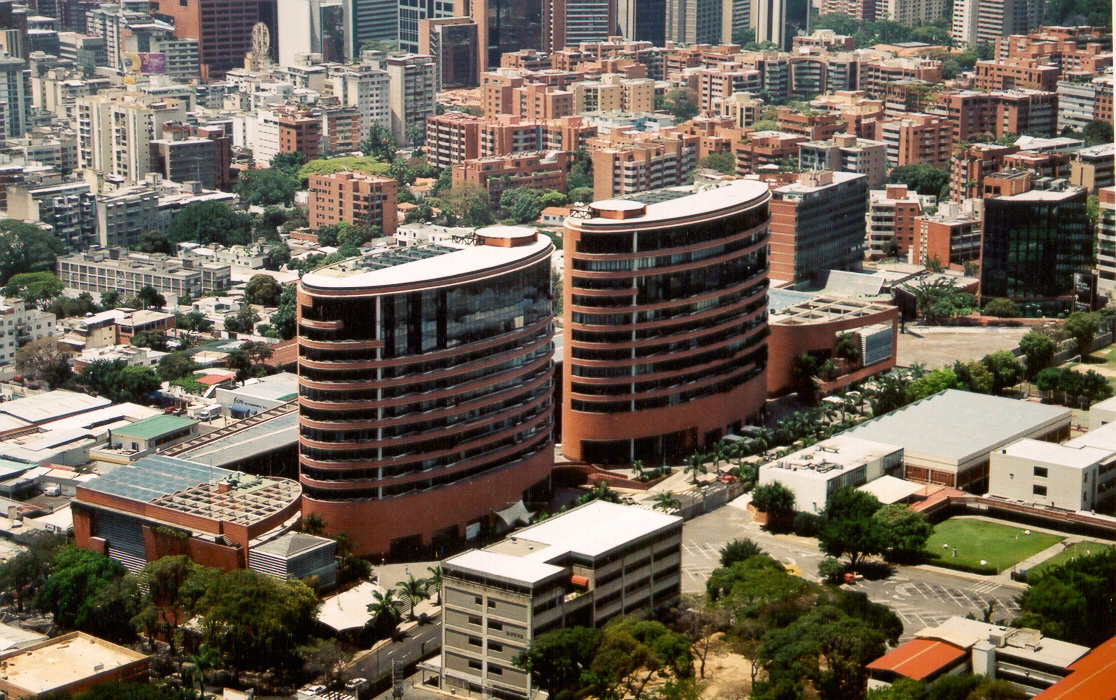
Vista aèria del complex situat a l'est de la ciutat de Caracas.

Segons les dades estadístiques del complex, la principal àrea d'afluència del públic, a més de les zones circumdants (28%), és també l'est de la ciutat (16%), nord-est (17%), sud-est (13%), centre (12%), sud-oest (6%), oest (8%) i ciutats satèl·lits (8%), sent els increments de visites anuals del voltant del 10%, amb una mitjana de visites per any al voltant de 10 milions l'any 2010, trobant-se entre els centres més visitats a nivell nacional. Després de la seva inauguració el 1998, el concepte del complex ha variat de centre nocturn, a un altre enfocat més cap a l'entreteniment, a causa de l'adopció i obertura de locals comercials relacionats a marques de consum massiu.

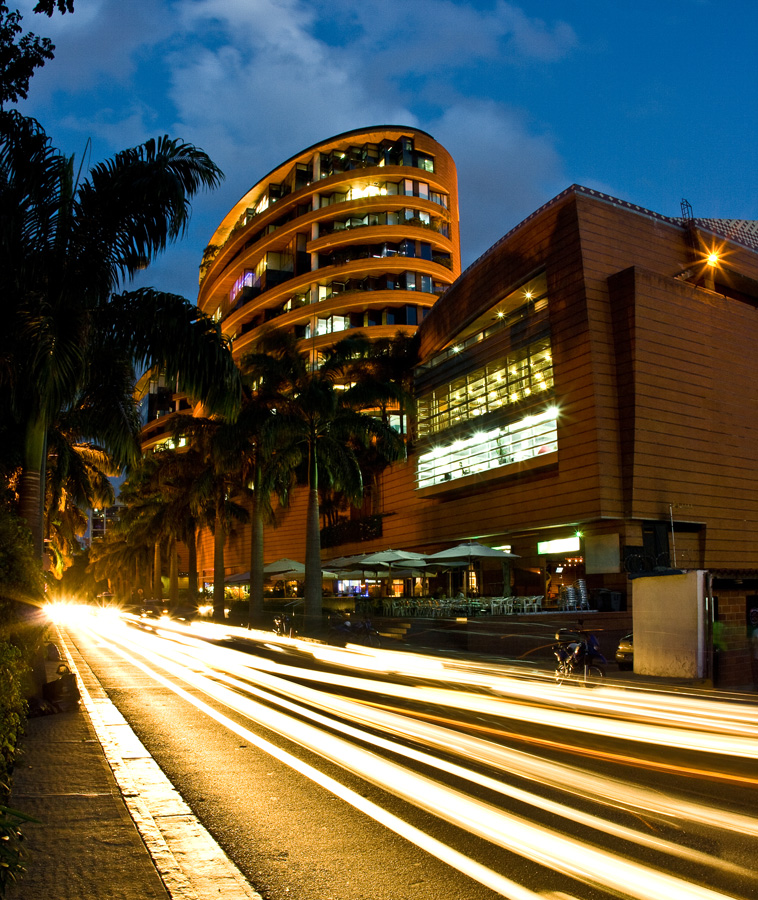
Avinguda Los Chaguaramos propera a la línia de taxis del centre comercial.

Els serveis no comercials del complex consisteixen a oferir informació a través de la seva oficina de comunicació on es detallen les dades relacionades al directori de locals, esdeveniments, horaris i qualsevol informació addicional relacionada amb el centre. L'estructura del Centre Sant Ignasi té quatre nivells d'estacionament, on estan distribuïts més de 1800 llocs, dels quals 28 són d'ús prioritari per a persones amb algun tipus de discapacitat. El complex disposa d'un servei de transport a través d'una línia de taxis ubicats en l'entrada al centre, identificables pel logotip del complex comercial a la part superior dels vehicles com a mesura de seguretat.
La seguretat estructural del complex està basada en un desenvolupament constructiu antisísmic, i de protecció contra incendis. La seguretat interior està enfocada en el concepte de mitigació de riscos. L'equip de seguretat està basat en un Centre de Monitoratge i Control denominat CECOM que manté comunicació a través d'equips de control remot amb el personal encarregat per intervenir en cas de presentar situacions d'inseguretat. La base del complex compta amb un sistema de circuit tancat de televisió (CCTV), una plantilla d'oficials encarregats d'atendre l'anell comercial i l'estacionament, sistemes de botons de pànic en el comerç, a més de detectors de metalls i de moviment per les torres d'oficines i alguns espais del comerç, a més d'informar i treballar en conjunt amb les autoritats municipals i nacionals de seguretat.